# Washington-pálma
A Washington-pálma (Washingtonia) az egyszikűek (Liliopsida) osztályának a pálmavirágúak (Arecales) rendjébe, ezen belül a pálmafélék (Arecaceae) családjába tartozó nemzetség.
A nemzetség George Washingtonról, az Amerikai Egyesült Államok első elnökéről kapta a nevét.

## Előfordulásuk

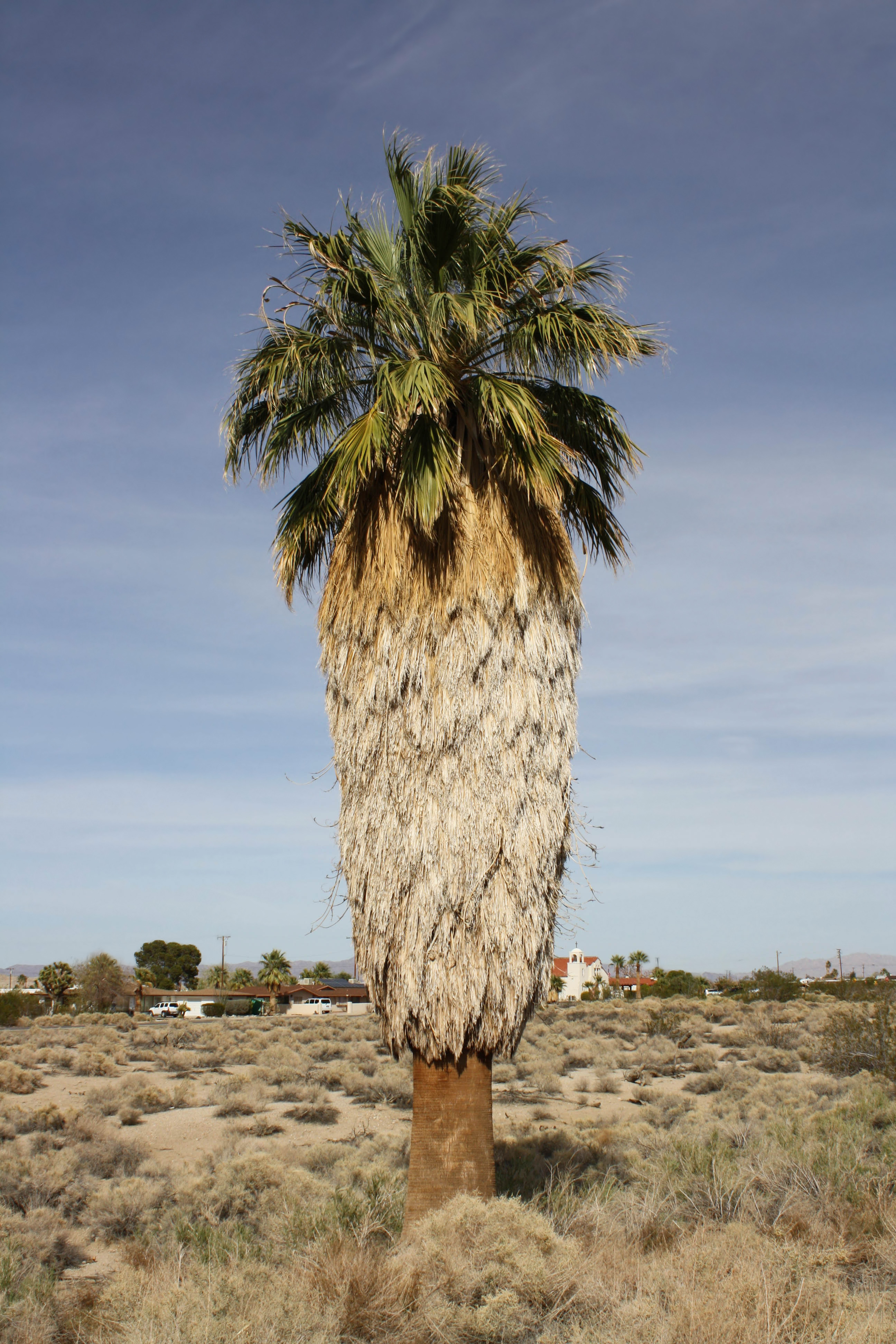
Kaliforniai Washington-pálma (Washingtonia filifera)

A nemzetség két faja az Amerikai Egyesült Államok délnyugati részén, Kalifornia és Arizona államokban, valamint Mexikó északnyugati részén, Alsó-Kalifornia és Sonora államok területén honos. Mindkét fajt széles körben ültetik dísznövényként az Egyesült Államokban, a Közel-Keleten, Dél-Európában és Észak-Afrikában.

## Érdekességek
Nedves területeken előfordulhat, hogy a levélköpeny részben elkorhad, és saját súlyától leszakad. Ekkor, viszonylag sima törzs marad vissza, amelyen csupán jelentéktelen levélripacsok láthatók. Száraz területeken viszont eltávolítják az élettelen leveleket, mert gyúlékonyak. Ekkor az idős leveleik alapjaiból háromszög alakú mintázat marad vissza a törzsön.

## Rendszerezés
A nemzetségbe az alábbi 2 faj tartozik:
- kaliforniai Washington-pálma (Washingtonia filifera) (Rafarin) H.Wendl. ex de Bary, Bot. Zeitung (Berlin) 37: LXI (1879)
- mexikói Washington-pálma (Washingtonia robusta) H.Wendl., Berliner Allg. Gartenzeitung 2: 198 (1883)